# Cynorkis brachystachya
Cynorkis brachystachya är en orkidéart som beskrevs av Jean Marie Bosser. Cynorkis brachystachya ingår i släktet Cynorkis, och familjen orkidéer. Inga underarter finns listade i Catalogue of Life.